# Botschaft der Vereinigten Staaten in Budapest

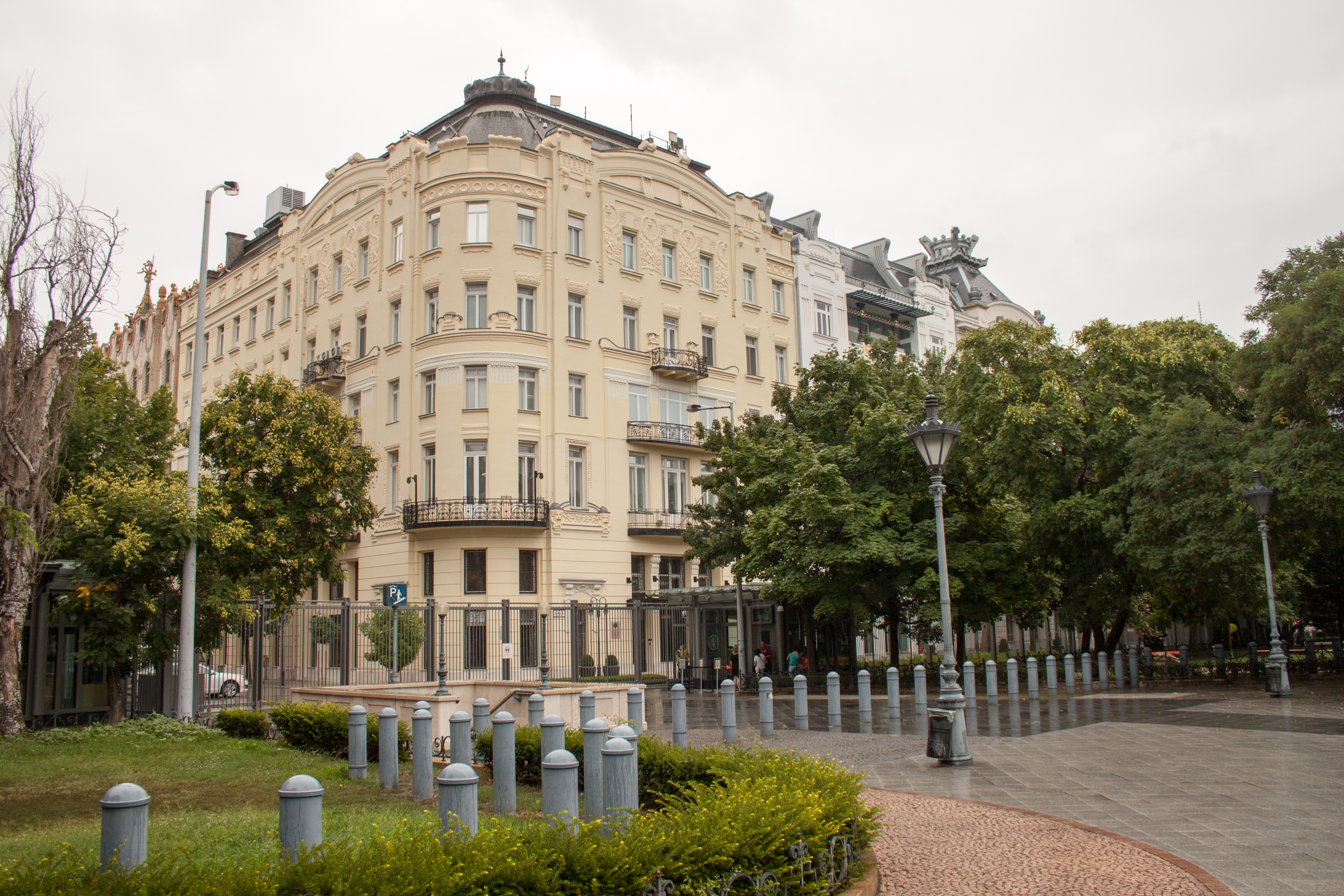
US-Botschaft Budapest

Die Botschaft der Vereinigten Staaten in Budapest ist der Sitz der diplomatischen Vertretung der Vereinigten Staaten von Amerika (USA) in Ungarn. Als Kanzlei dient seit 1935 ein Altbau am Szabadság tér. Das Gebäude war 1899 für die ungarische Handelskammer errichtet worden. Es wechselte mehrfach den Besitzer. 1935 zog die amerikanische Gesandtschaft von der Árpád utca an ihren heutigen Standort im V. Budapester Bezirk.
Während des Zweiten Weltkriegs wurde die Botschaft unter Schweizer Flagge betrieben. Von dort aus bewahrte Carl Lutz zehntausende ungarischer Juden vor der Deportation. 1946 erwarben die USA das Gebäude von der ungarischen Regierung.
In The Great Escape beschreibt Kati Marton, wie ihre Familie vor dem Volksaufstand 1956 in der amerikanischen Botschaft Asyl erhielt und 1957 von einem amerikanischen Diplomaten nach Österreich in die Freiheit gebracht wurde.
Auch Kardinal József Mindszenty war in die amerikanische Botschaft geflohen, die ihm bis 1971 Zuflucht bot; seine ehemalige Wohnung dient heute als Büro des Botschafters.
Botschafter ist seit August 2022 David Pressman. Seine Vorgängerin war seit 2015 die ehemalige TV-Produzentin Colleen Bell. Ihre Vorgängerin war Eleni Tsakopoulos Kounalakis.